# Tadeusz Teodorowicz
Tadeusz Teodorowicz, także Teo Teodorowicz (ur. 17 czerwca 1931 w Wilnie, zm. 21 stycznia 1965 w Londynie) – polski i brytyjski żużlowiec.

## Życiorys
Reprezentował barwy klubów Gwardia Gdynia (1950) oraz Spójnia (Sparta, Ślęza) Wrocław (1951–1957). Trzykrotny medalista drużynowych mistrzostw Polski: dwukrotnie srebrny (1956, 1957) oraz brązowy (1955). Trzykrotny finalista indywidualnych mistrzostw Polski (1955 – VIII miejsce, 1956 – VI miejsce, Rybnik 1957 – VI miejsce). Trzykrotny reprezentant Polski w eliminacjach indywidualnych mistrzostw świata (Oslo 1956 – XVI miejsce w finale europejskim, Wiedeń 1957 – XIII miejsce w finale kontynentalnym, Rzeszów 1958 – IV miejsce w ćwierćfinale kontynentalnym; w kolejnych eliminacjach z powodu wyjazdu z kraju nie startował).
Dwukrotny uczestnik memoriału im. Alfreda Smoczyka (Leszno 1955 – VIII miejsce, Leszno 1956 – IX miejsce). Trzykrotny uczestnik Criterium Asów (Bydgoszcz 1953 – XVI miejsce, Bydgoszcz 1955 – VI miejsce, Bydgoszcz 1956 – III miejsce).
W 1958 r. pozostał poza granicami Polski i od 1960 r. na arenie międzynarodowej reprezentował barwy Wielkiej Brytanii. Czterokrotnie (1960, 1961, 1963, 1964) startował w eliminacjach indywidualnych mistrzostw świata, największy sukces odnosząc w 1963 r., kiedy to zajął IX miejsce w eliminacjach brytyjskich i zakwalifikował się, jako zawodnik rezerwowy, do finału światowego, rozegranego na stadionie Wembley w Londynie. Dwukrotny finalista indywidualnych mistrzostw Wielkiej Brytanii (1963 – IX miejsce, 1964 – XVI miejsce). W lidze brytyjskiej reprezentował barwy klubu Swindon Robins.
1 września 1964 r. podczas meczu z West Ham w Londynie, w swoim czwartym starcie uległ poważnemu wypadkowi, w wyniku którego doznał pęknięcia czaszki. Przez kilka kolejnych miesięcy był nieprzytomny i znajdował się w stanie krytycznym. Zmarł 21 stycznia 1965 r. w londyńskim szpitalu London Hospital.

## Przynależność klubowa
Polska
- Gwardia Gdynia (1950)
- Spójnia Wrocław (1951–1957)

Wielka Brytania
- Swindon Robins (1959–1964)